# Гіззатуллін Рустам Ханіфович
Рустам Ханіфович Гіззатуллін (башк. Ғиззәтуллин Рөстәм Хәниф улы; рід. 16 вересня 1974 року, сел. Шафраново, Альшеєвський район, Башкирська АРСР) — російський співак, композитор, заслужений артист Республіки Башкортостан (2016), народний артист Республіки Башкортостан (2021).

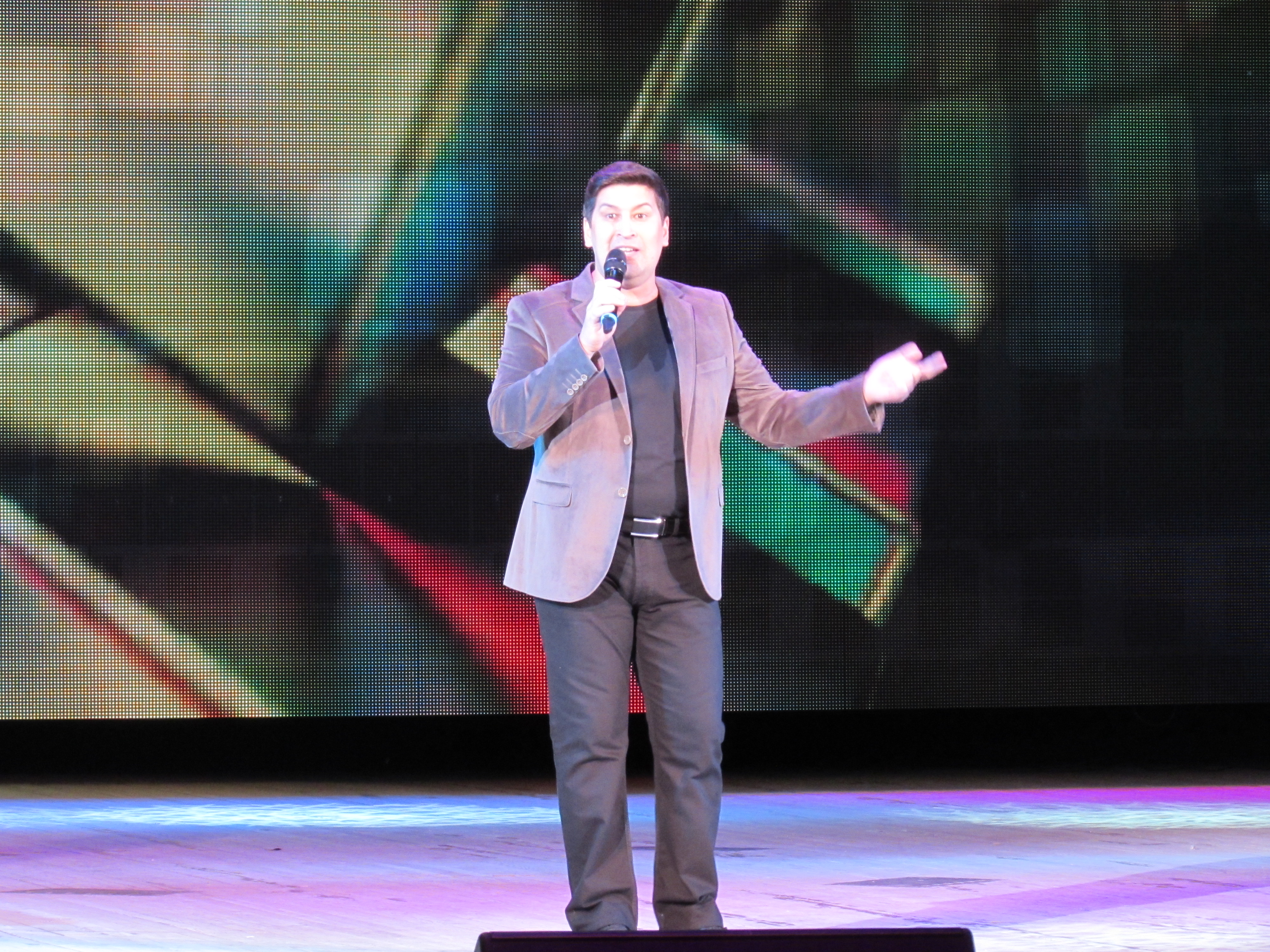
Рустам Гіззатуллін на VI фестивалі-концерті виконавців кращих пісень року радіоканалу «Юлдаш». Уфа, 6 лютого 2016 року

## Біографія
Народився 16 вересня 1974 року в селищі Шафраново Альшеєвського району Республіки Башкортостан. Навчався в Новосепяшевській школі (1-8 класи). Продовжив навчання в башкирському ліцеї імені М. Бурангулова в селі Раєвський. Закінчив Уфимське училище мистецтв (спецкурс заслуженого артиста Росії Олега Ханова підготовки артистів ТЮГу) (1991-1995).

## Родина
Одружений з Альфінур Шагеєвою. Дочка Гульнар. Син Айрат.

## Творча діяльність
Популярний співак і композитор свою творчу діяльність розпочав в 1995 році в Театрі Юного глядача.
Широка гастрольна діяльність почалася в 2001 році з концертів в Уфі, містах Татарстану і Башкортостану, у багатьох регіонах Російської Федерації. У цьому ж році на конкурсі «Йәшлек шоу» стає «Співаком року». Ця номінація присуджувалася Рустаму Гіззатулліну надалі 4 роки поспіль.
Також Гіззатуллін Р.Х. є беззмінним ведучим фестивалю «Дуҫлыҡ Йыры», випустив п'ять аудіо альбомів, багато років був автором і ведучим радіо програми Күстәнәс, ведучим програм «Бәйге» і «Туған моңдар» на БСТ.
Гиззатуллин Р. Х. є постійним членом журі Башкирської Відкритої Ліги КВК.
У 2012 році був організатором концертів в підтримку «Єдиної Росії».
Також Гіззатуллін Р.Х. є автором ідеї і проекту «Буляк», що пройшов на площі ім. Салавата Юлаєва в Уфі, з участю в концерті вихованців дитячих будинків міста.

## Нагороди
- Заслужений артист Республіки Башкортостан (2016[3])
- Премія «Бумеранг» — (Республіканська незалежна премія досягнень в області шоу-бізнесу),
- Номінація Національний виконавець (2002), «Йил йырсыһы» (Співак року), в конкурсі Йәшлек шоу (2005 р).
- Лист подяки Держкомітету РБ з питань молодіжної політики, диплом за активну участь у Республіканському молодіжному фестивалі «Дружба, єдність, братерство», присвячений 450-річчю добровільного приєднання Башкортостану до Росії (2006 року), подяка за надану допомогу в організації та проведенні туру республіканського молодіжного фестивалю Йәшлек шоу-2005, лист подяки Йәшлек шоу (2008 р.)
- «За внесок у розвиток башкирської музики» Нагороджений Почесною грамотою Міністерства культури Республіки Башкортостан (2014 р.)